# Pokoșcivka, Izeaslav
Pokoșcivka (în ucraineană Покощівка) este un sat în comuna Mîhniv din raionul Izeaslav, regiunea Hmelnîțkîi, Ucraina.

## Demografie
Componența lingvistică a localității Pokoșcivka
     Ucraineană (100%)
Conform recensământului din 2001, toată populația localității Pokoșcivka era vorbitoare de ucraineană (100%).